# Everhard Illigens

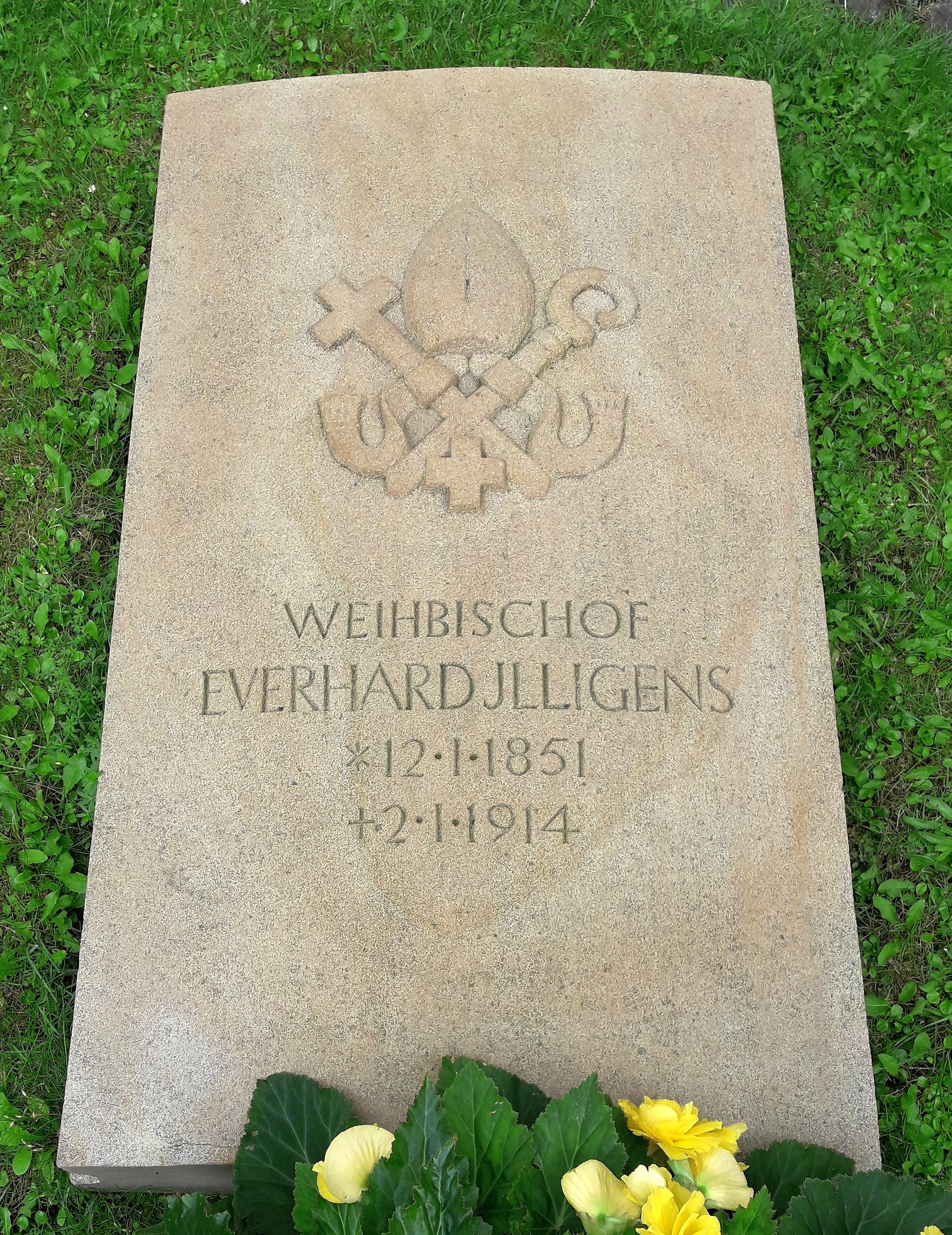
Grab von Weihbischof Everhard Illigens im Kreuzgang des Domes zu Münster/Westfalen, Deutschland

Everhard Illigens (* 12. Januar 1851 in Münster; † 2. Januar 1914 in Münster) war katholischer Geistlicher und Weihbischof in Münster.

## Leben
Everhard Illigens absolvierte 1869 am Gymnasium Paulinum in Münster das Abitur und studierte anschließend an der dortigen Akademie Philosophie und katholische Theologie. Am 9. August 1874 wurde er von Bischof Johannes Bernhard Brinkmann im Dom zu Münster zum Priester geweiht. Wegen des Kulturkampfes nahm er zunächst eine Stelle als Hausgeistlicher beim Freiherrn von Elmendorff auf Gut Füchtel bei Vechta an und half zugleich als Seelsorger in der Pfarrei St. Marien in Oythe aus. 1876 ernannte ihn der Bischof zunächst zum Kooperator und 1881 zum Vikar an St. Gertrud in Lohne. 1882 wurde ihm als Kaplan die Seelsorge für die Diasporagemeinde in Bant übertragen und 1887 berief der Bischof Illigens zum Kanonikus an St. Remigius in Borken.
1890 sandte ihn der neue Bischof Hermann Jakob Dingelstad als Pfarrer der damals die gesamte Stadt und das Umland umfassenden Gemeinde nach Lübeck. In seiner Amtszeit wurde die heutige Propsteikirche Herz Jesu eingeweiht. 1896 veröffentlichte Illigens eine umfangreiche Darstellung über die Geschichte des ehemaligen Bistums Lübeck. Mit diesem Werk erwies sich Illigens als herausragender Kenner der Reformationsgeschichte, insbesondere in der Hansestadt Lübeck.
Im Jahr 1900 berief der Bischof Illigens zum Pfarrdechanten von St. Christophorus in Werne, 1903 zum Regens des Priesterseminars in Münster und ernannte ihn zugleich zum Geistlichen Rat. Vom Jahr 1905 an war Illigens zudem Domherr in Münster und seit 1911 auch Domdechant.
Am 28. Februar 1909 ernannte ihn Papst Pius X. zum Weihbischof in Münster und Titularbischof von Germanicia. Die Bischofsweihe spendete ihm am 28. März 1909 Bischof Dingelstad. Kokonsekratoren waren der Osnabrücker Bischof Hubertus Voß und der Kölner Weihbischof Joseph Müller.
Everhard Illigens starb am 2. Januar 1914 und wurde auf dem Domherrenfriedhof am Dom zu Münster beigesetzt.

## Weihehandlungen
- 1910: St. Bonaventura in Oldenburg-Steinfeld
- 1911: St. Willehad in Wilhelmshaven

## Werke
- Der Glaube der Väter, dargestellt in den kirchlichen Alterthümern Lübecks. Dem katholischen Volke gewidmet. Paderborn 1896 (Digitalisat des Exemplars der ULB Münster)
- Geschichte der Lübeckischen Kirche von 1530 bis 1896, das ist Geschichte des ehemaligen katholischen Bistums und der nunmehrigen katholischen Gemeinde sowie der katholischen Bischöfe, Domherren und Seelsorger zu Lübeck von 1530 bis 1896. Paderborn 1896 (Digitalisat des Exemplars der ULB Münster)
- Nachrichten über die römisch-katholische Pfarrgemeinde Lübeck aus dem Jahre 1898. Lübeck 1898 (Digitalisat)
- Praktische Winke und Ratschläge für die Seelsorge. Zur Verwaltung des Bußsakramentes. Brautexamen und Brautunterricht. Münster 1907